# Ernst-Paul Hasselbach
Ernst-Paul Hasselbach (Paramaribo, 23 de mayo de 1966 – 11 de octubre de 2008) fue un presentador y productor de televisión nativo de Surinam. Trabajó de presentador y anfitrión en varios programas para la televisión de los Países Bajos y Bélgica.

## Biografía
El padre de Hasselbach era de los Países Bajos y su madre de Surinam. A causa del trabajo de su padre Ernst recorrió el mundo viviendo en numerosos países, tales como los Países Bajos, Surinam, Kenia, Indonesia y Canadá. Luego de completar la escuela secundaria en Vancouver, Columbia Británica, regresó a los Países Bajos para estudiar en Ámsterdam. Además de realizar estudios en la "Academie voor Lichamelijke Opvoeding", estudió inglés en la Universidad Vrije.

## Carrera
Hasselbach comenzó su carrera en televisión en 1995. Entre el 2000 y su muerte en el 2008 produjo y animó diez ediciones de Expeditie Robinson; la versión neerlandesa-belga de Survivor. En el 2004 fue anfitrión de la primera temporada de Peking Express.

## Fallecimiento
Hasselbach falleció en un accidente automovilístico en Lom, Noruega, mientras grababa el programa de televisión 71° Noord.